# Zlata Volarič
Zlata Volarič, slovenska pesnica, pisateljica in ilustratorka, * 26. januar 1930, Maribor, † 17. november 2008, Kranj.

## Življenje
Kot otrok je najprej živela v Halozah, nato pa so se preselili v Prekmurje – v vas Kamovci. Med drugo svetovno vojno so bili odpeljani v koncentracijsko taborišče. Po povratku je Zlata Volarič v takratni Dolnji Lendavi končala Nižjo gimnazijo in Učiteljišče v Mariboru. Po končanem šolanju se je zaposlila kot vaška učiteljica najprej v Turnišču, nato v Čentibi, Petišovcih in nazadnje v Lendavi, kjer je  ob delu končala Pedagoško fakulteto v Mariboru (smer slovenščina, srbohrvaščina in ruščina). Obvladala je tudi nemški in madžarski jezik. Od tam se je leta 1965 z možem Jožetom in hčerko  Mileno preselila v Kranj, kjer je do upokojitve učila slovenščino na osnovni šoli dr. Franceta Prešerna. Od upokojitve dalje pa je živela na Kokrici.
Zlata Volarič je umrla v bolnišnici Golnik 17. novembra 2008.  Pokopana je na pokopališču na Kokrici, nedaleč od cerkve, kjer je na zidovih njen križev pot- 15 risb.

## Delo
S slikarstvom se je uradno ukvarjala od leta 1976. Razstavljala je sama, skupaj z možem ter na skupinskih razstavah po Sloveniji in v tujini (skupaj devetdeset samostojnih in tristo deset skupinskih razstav). 
Od leta 1989 je bila članica Društva slovenskih pisateljev. Ilustrirala je večinoma svoje oziroma moževe knjige, občasno tudi druge. 
Leta 1981 je izšel njen prvi roman Koraki, ki je avtobiografija njene družine v letih od 1928 do konca 2. svetovne vojne. Prvemu romanu je sledilo ustvarjanje za otroke (pravljice, povest, detektivke itd.) in za odrasle (kratke zgodbe, humoreska, povest in romane). Od leta 1997 je pisala tudi poezijo, predvsem haikuje. Literatura za odrasle danes obsega preko 70 izdanih knjig, skupaj z otroškimi jih je več kot 150. Vse svoje in moževe knjige, razen prvega romana, je sama tudi ilustrirala. Vse knjige, razen prvih treh ( Koraki, Založba Kmečki glas Ljubljana, 1981; Sreča? Da, ali tudi ne, založila Literarna sekcija Iskra, Kranj, 1985; Peti korak, Založba Kmečki glas, 1988), je izdala v samozaložbi. Vsako svojo knjigo je opremila tudi s svojimi ilustracijami. Objavljala je v različnih revijah, časopisih in na radijih.